# Maurice Simpkins
Pour les articles homonymes, voir Simpkins.
(en) Statistiques sur pro-football-reference
Andrew Maurice Simpkins (né le 29 avril 1983 à Leesville) est un joueur américain de football américain évoluant au poste de linebacker.

## Carrière

### Université
Après avoir obtenu son baccalauréat, Simpkins est inscrit au draft de la NFL de 2005 mais il n'est sélectionné par aucune franchise de l'élite du football américain.

### Professionnel
Simpkins s'inscrit sur la liste des agents libres mais pendant deux ans, il ne reçoit aucune offre, devenant programmeur informatique. Il faut qu'il attende 2007 pour faire ses débuts avec les Rock River Raptors de l'United Indoor Football où il reste pendant deux saisons. Libéré après la saison 2008, il rate la saison 2009 car il ne réussit pas à trouver un club.
En 2010, il signe avec les Blizzard de Green Bay en Indoor Football League et fait une excellente saison, recevant même le titre de meilleur joueur de la saison 2010 en IFL. Ce succès arrive jusqu'aux oreilles du club voisin les Packers de Green Bay évoluant en NFL. La franchise du Wisconsin, l'engage lors de la pré-saison 2010 mais il est finalement libéré avant le début de la saison.
Le 7 octobre 2010, Simpkins revient chez les Packers, signant un contrat le faisant intégrer directement l'effectif actif (jouant en NFL). Il joue deux matchs sous les maillots vert et jaune avant d'être libéré par les Packers.
Il signe avec les Rams de Saint-Louis, le 7 décembre 2010, et est intégré dans l'équipe d'entraînement avant d'être libéré le 3 août 2011. Il ne donne plus signe de vie jusqu'en 2013, où il rejoint les Danger du Nebraska en Indoor Football League, une fédération de football américain en salle.